# Skitching

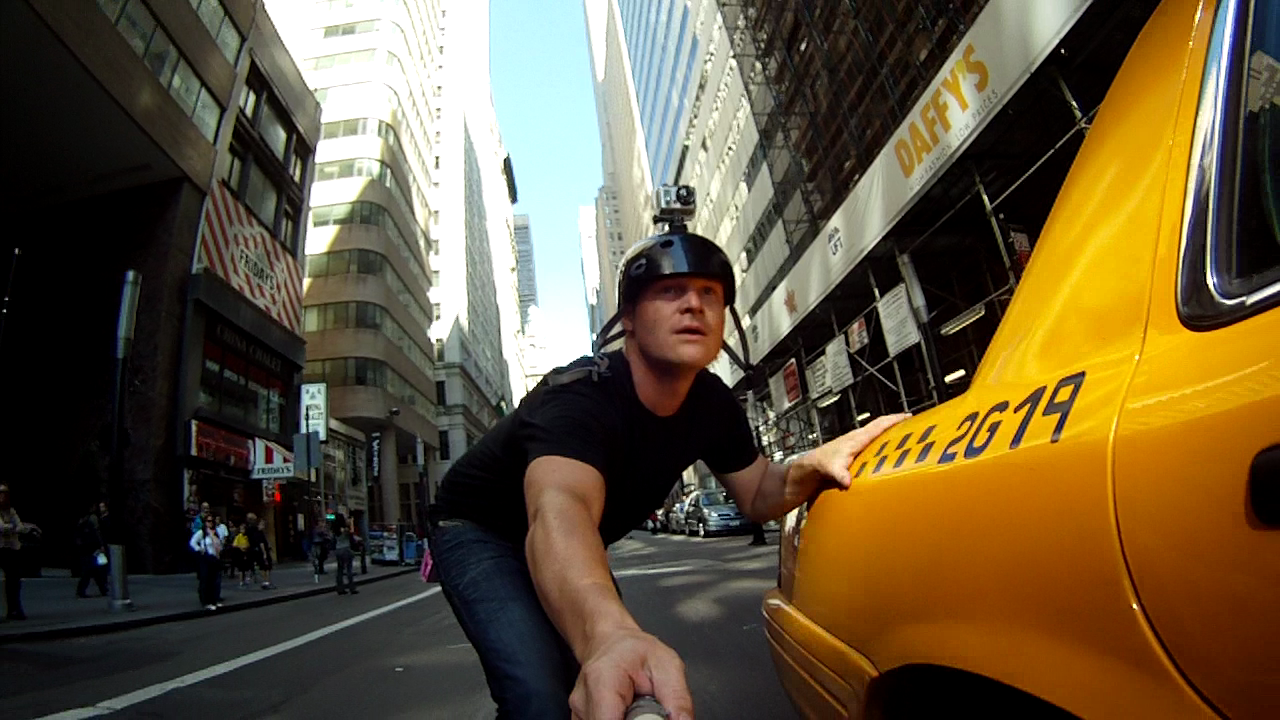
Skitching za nowojorską taksówką

Skitching – trzymanie się przez snowboardera lub deskorolkarza zderzaka jadącego pojazdu. 
W filmie Powrót do przyszłości (1985) trik ten wykonuje Michael J. Fox.